# Vlag van Dubbeldam

Vlag van Dubbeldam

De vlag van Dubbeldam werd in december 2013 ingesteld als de dorpsvlag van de Zuid-Hollandse dorp Dubbeldam. De vlag bestaat uit twee banen van gelijke hoogte in de kleuren rood en geel. In het rode baan is links het voormalige gemeentewapen van Dubbeldam afgebeeld. In het gele baan is het rode tekst "Dubbeldam" afgebeeld.
De vlag is gebaseerd op de defileervlag die in 1938 door vertegenwoordigers van de gemeente werd gedragen tijdens het defilé in Amsterdam ter gelegenheid van het veertigjarig regeringsjubileum van koningin Wilhelmina. De vlag bestaat uit twee banen van rood en geel (destijds aangewezen als provinciekleuren voor Zuid-Holland), met op het kanton het beeld van het gemeentelijk wapenschild.

## Verwante afbeeldingen

Wapen van Dubbeldam

Dubbeldam
· Gouderak
· Heerjansdam
· Herkingen
· Hoek van Holland
· Kaag
· Katwijk
· Kijkduin
· Klaaswaal
· Lekkerkerk
· Lisse
· Maasdam
· Maasland
· Middelharnis
· Nieuwe-Tonge
· Noordeloos
· Ooltgensplaat
· Ouddorp
· Rijnsburg
· Rockanje
· Scheveningen
· Stad aan 't Haringvliet
· Stellendam
· Tiengemeten
· Valkenburg
· Wieldrecht